# 圣尼古拉德波尔
圣尼古拉德波尔（法語：Saint-Nicolas-de-Port，法語發音：[sɛ̃ nikɔla də pɔʁ]）是法国默尔特-摩泽尔省的一个市镇，位于该省南部，属于南锡区。

## 地理
圣尼古拉德波尔（48°37'51"N, 6°18'8"E）面积8.23 平方千米，位于法国大東部大區默尔特-摩泽尔省，该省份为法国东北部内陆省份，是洛林的一部分，北邻比利时、卢森堡，北起顺时针与摩泽尔省、下莱茵省、孚日省和默兹省接壤。
与圣尼古拉德波尔接壤的市镇（或旧市镇、城区）包括：夸维莱、拉讷沃维尔-德旺南锡、韦尔穆瓦地区马农库尔、罗西耶尔欧萨利讷、瓦朗热维尔、韦尔穆瓦城。

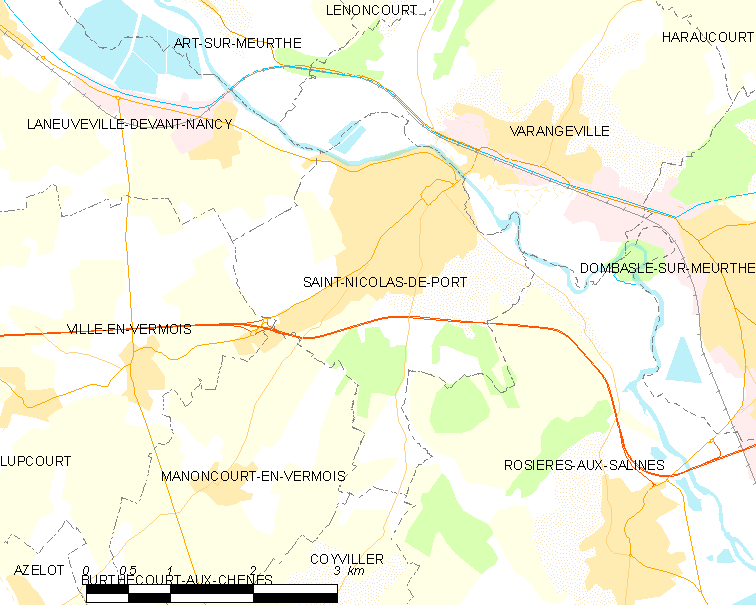
圣尼古拉德波尔的OSM定位图

圣尼古拉德波尔的时区为UTC+01:00、UTC+02:00（夏令时）。

## 行政
圣尼古拉德波尔的邮政编码为54210，INSEE市镇编码为54483。

## 政治
圣尼古拉德波尔所属的省级选区为雅维尔-拉马尔格朗日县。

## 人口

1962-2008年间圣尼古拉德波尔人口变化图示

圣尼古拉德波尔于2022年1月1日时的人口数量为7363人。